# Sieg Heil

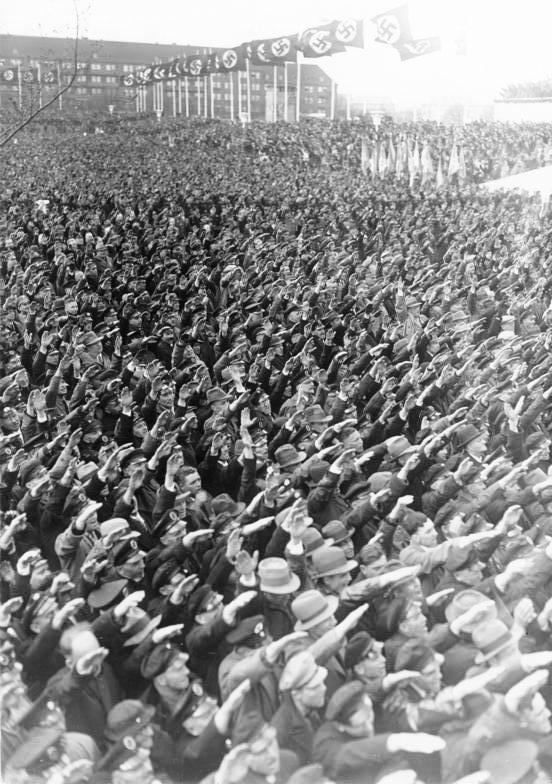
Maio de 1935: cidadãos alemães saúdam seu Führer (líder) Adolf Hitler em Berlim

Sieg Heil é uma expressão alemã que significa "salve a vitória" ou "viva a vitória". Foi muito utilizada durante o período nazista, sobretudo a partir da década de 1930, e conjugando-se frequentemente com a saudação de Hitler, ou seja, Heil Hitler, que significa "Salve Hitler".
O termo Sieg Heil era reservado a encontros de massas, como as de Nuremberga, onde este era proferido em uníssono por milhares de simpatizantes. Geralmente um oficial nazi proferia ao microfone Sieg, repto a que as massas respondiam com o termo Heil, e então repetia-se o termo várias vezes aumentando-se o tom de voz. Também os soldados geralmente levavam banners com o slogan Sieg Heil junto com a suástica.
O partido nazista fez um pingente em 1933 mostrando a guirlanda da vitória, a suástica e as palavras Sieg Heil.

## Origem
A expressão em si surgiu durante uma reunião, quando Joseph Goebbels disse Sieg Heil e todos o acompanharam. No entanto, uma pessoa próxima de Hitler, Ernst Hanfstaengl, alega que Hitler criou o termo.[carece de fontes?]
Desde que o nazismo ingressou na guerra, esse termo se tornou uma forma de enfatizar a ideia de que os arianos seriam uma raça superior. Portanto, saudar a guerra era como dizer que todos os inimigos seriam eliminados, e um modo pseudo-darwinista (evolucionista) de se dizer que a seleção artificial seria colocada em prática.

## Crime por uso
Atualmente, proferir a frase na Alemanha pode acarretar até três anos de prisão como punição. O mesmo vale para expressões que equivalham a Sieg Heil. Entretanto, usá-la para arte, ciência ou aulas de história é isento de punições.
Em 2008, um motorista austríaco foi demitido por se despedir dos passageiros com o microfone do bonde usando tal expressão. O uso de símbolos nazistas também é crime na Áustria.